# Войцехівський Михайло Федорович
Миха́йло Фе́дорович Войцехі́вський (нар. 27 липня 1959 року, с. Гамарня, Канівського району, Черкаської області, УРСР, СРСР) — український біолог, педагог-методист, директор Інституту післядипломної педагогічної освіти Київського університету імені Бориса Грінченка, доцент (2006), кандидат педагогічних наук (2013).

## Біографія
Народився 27 липня 1959 року у селі Гамарня, Канівського району, Черкаської області.
З 1976 по 1981 рік навчався в Київському державному педагогічному інституті ім. Максима Горького, кваліфікація «вчитель біології та географії».

### Кар'єра
- З 1981 по 1985 рік працював вчителем біології, географії та хімії Кийлівської ЗОШ Бориспільського району, Київської області.
- У 1986 році — вчитель біології, географії та хімії СЗШ № 246 м. Києва.
- З 1986 по 1988 — методист районного методичного кабінету Дніпровського районного відділу освіти.
- З 1988 по 1991 — завідувач кабінету біології Київського міжрегіонального інституту удосконалення вчителів імені Б. Д. Грінченка[1].
- У 1991 — завідувач лабораторії методики викладання природничо-математичних дисциплін Київського міжрегіонального інституту удосконалення вчителів імені Б. Д. Грінченка.
- З 1994 по1999 — проректор Київського міжрегіонального інституту удосконалення вчителів імені Б. Д. Грінченка[1].
- У 2000 році (з квітня по травень) — начальник Головного управління розвитку загальної середньої освіти Міністерства освіти і науки України.
- З 1999 по 2007 — проректор Київського міського педагогічного університету імені Б. Д. Грінченка.
- З 2007 року — директор Інституту післядипломної педагогічної освіти Київського університету імені Бориса Грінченка[1][3].[2]

## Наукова робота
Член колегій Департаменту освіти і науки, молоді та спорту м. Києва, голова організаційних комітетів учительських та учнівських конкурсів і олімпіад, робочих груп з навчальних досягнень учнів, моні-торингу якості освіти. Рецензував підручнии, посібники, програми для загальноосвітніх навчальних закладів, прауював у Всеукраїнському банку незалежних експертів навчальної літератури. Бере участь у робочих групах Міністерства освіти і науки України з підготовки колегій, конкурсів підручників, апеляційних комісій, методичних комісій. Заступник голови Всеукраїнської асоціації керівників закладів післядипломної педагогічної освіти.
Працював над створенням національних шкільних підручників, посібників, програм «Столична освіта 2001—2005», «Столична освіта 2005—2010», «Столична освіта 2011—2015», проектів стандартів столичної освіти, положень, програм, концепцій Міністерства освіти і науки України. Автор шкільних підручників з біології.

## Нагороди
- 2008 рік — нагрудний знак «Відмінник столичної освіти»;
- 2009 рік — нагрудний знак «Василь Сухомлинський», почесне звання «Заслужений працівник освіти України».[2][1]